# Sherwani

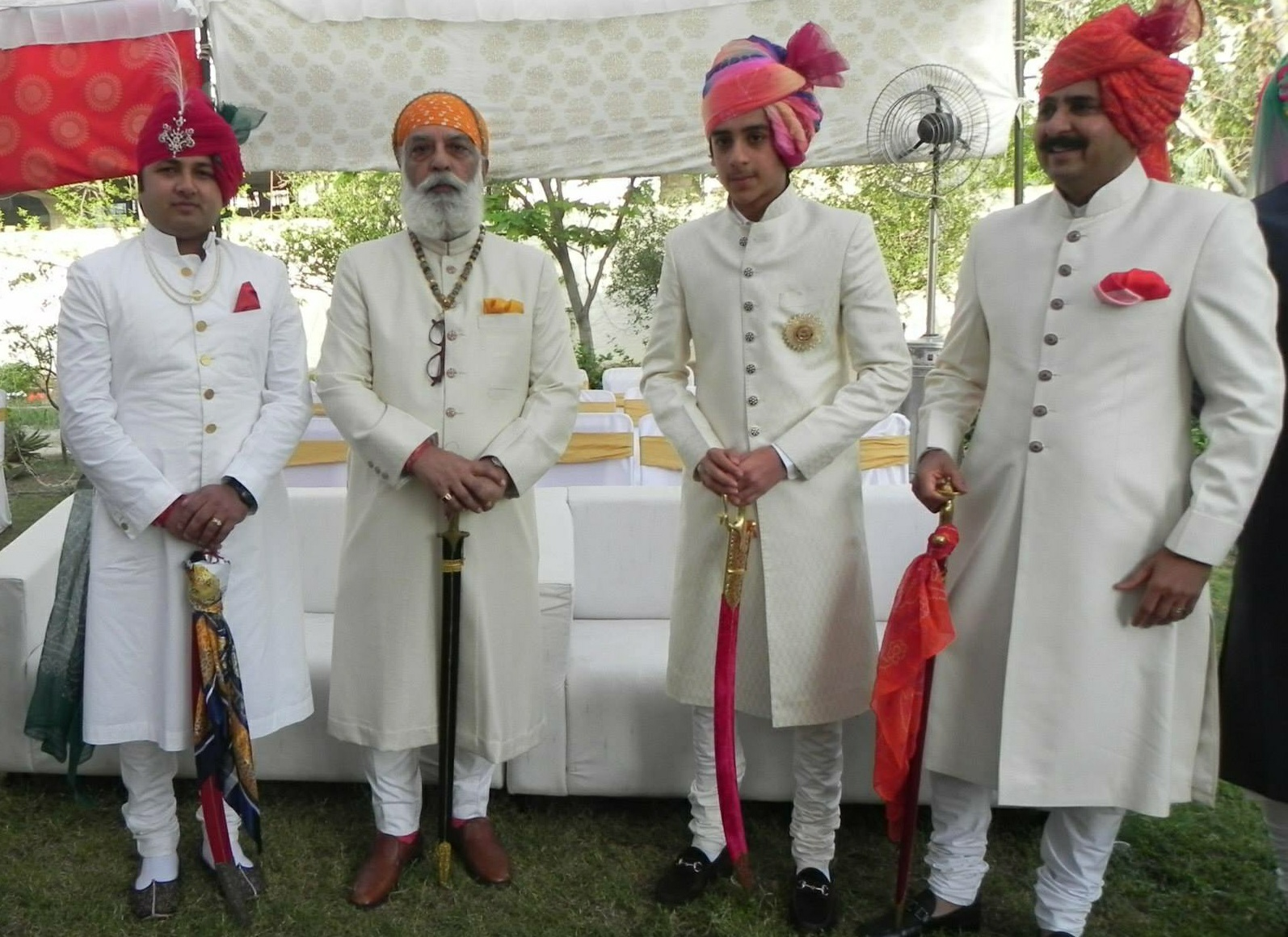
Achkan sherwani e churidar (parte inferiore del corpo) indossati da uomini durante un matrimonio in Rajasthan, India.

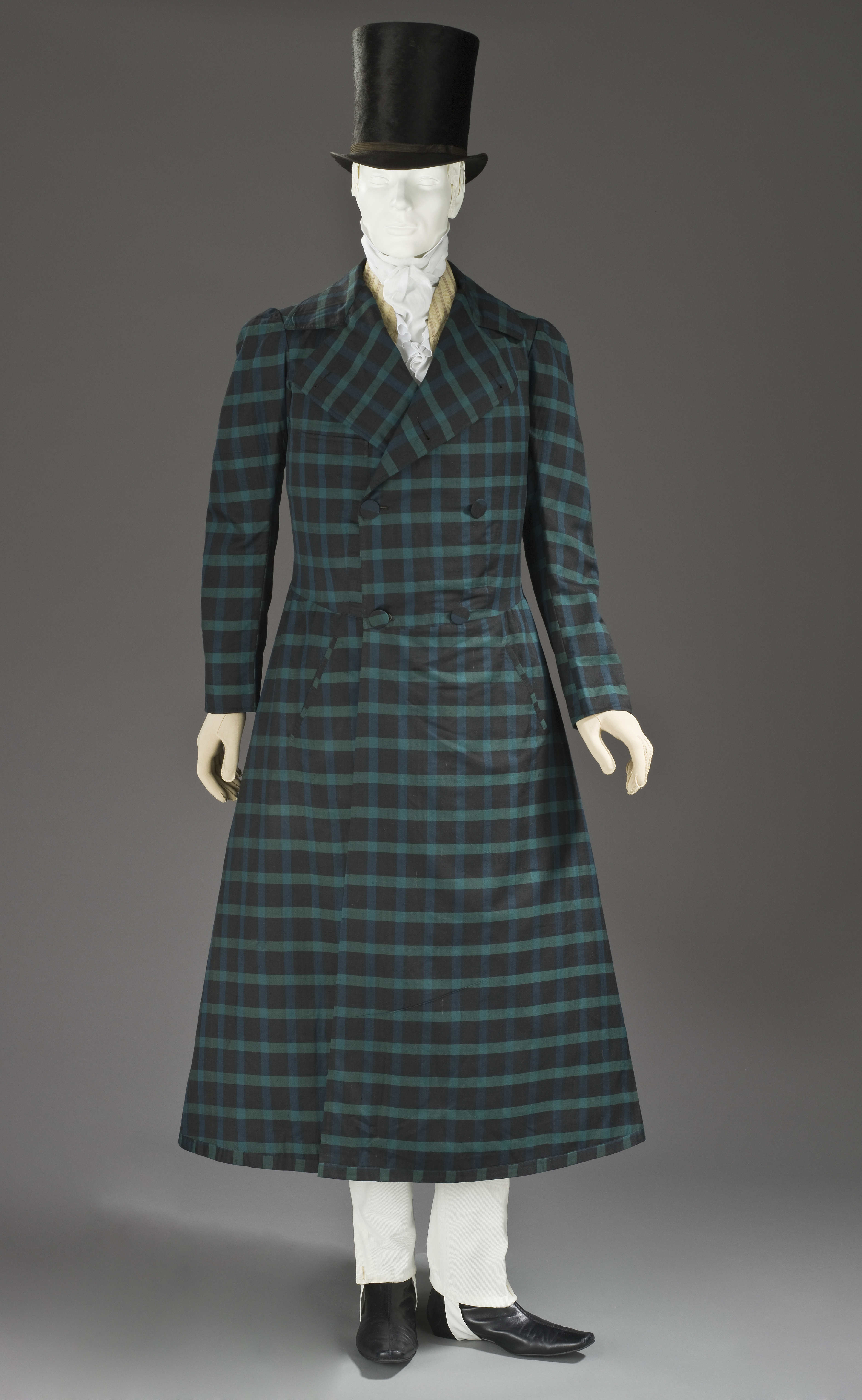
Redingote, in stile britannico, del XIX secolo su cui è basato lo sherwani.

Sherwani (in lingua hindi शेरवानी, in lingua urdu شیروانی e in lingua bengali শেরওয়ানি) è un abito lungo, tipo cappotto, indossato nel subcontinente indiano, molto simile al britannico frock coat o al polacco zupan e tradizionalmente associato al subcontinente indiano. Viene indossato sopra un kurta con l'aggiunta di altri elementi come churidar, dhoti, jama o salwar come abbigliamento sottostante. Si può distinguere dell'achkan per via del fatto che è più corto, spesso confezionato con stoffa più leggera e per la presenza di una fodera.

## Storia
Lo sherwani nacque nel XIX secolo nell'India britannica come abito di corte, in stile europeo, per i regnanti della dinastia Moghul, prima di essere più in generale adottato nel tardo XIX° secolo. Apparve come una fusione tra il britannico frock coat e un kurta i jama, per la prima volta a Lucknow negli anni 1820. Fu poi gradualmente adottato dal resto della famiglia reale indiana e dall'aristocrazia, e successivamente dalla gente comune, come una forma più evoluta di abbigliamento tradizionale per le grandi occasioni.

## Bangladesh
Nel Bangladesh, lp sherwani o achkan viene indossato nelle occasioni firmali come i matrimoni (Eid).

## India

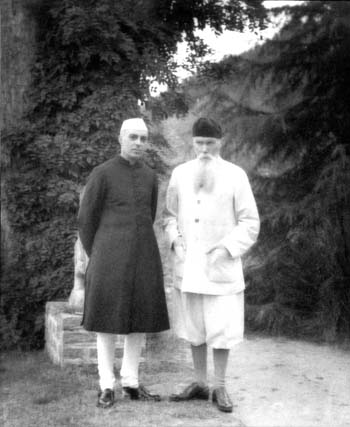
Jawaharlal Nehru (a sinistra) che indossa un achkan sherwani con churidar.

In India l'achkan sherwani viene generalmente indossato in inverno per le occasioni speciali, specialmente nel Rajasthan, Punjab, Delhi, Jammu, Uttar Pradesh e Hyderabad. L'achkan sherwani è generalmente indossato dagli indù, mentre il semplice sherwani è stato storicamente favorito dai musulmani. I due capi hanno somiglianze notevoli, anche se gli sherwani, in genere, sono più svasati sui fianchi e gli achkan sono più lunghi. L'achkan, successivamente, si è evoluto nel Nehru Jacket che è molto popolare in India. L'achkan o lo sherwani sono generalmente indossati con un Churidar come di sotto.

## Pakistan

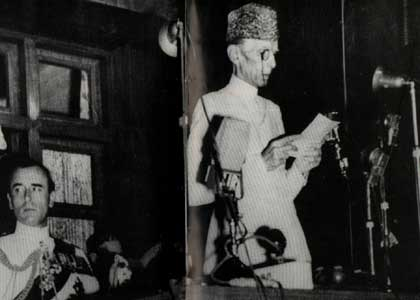
Jinnah (destra) parla all'Assemblea costituente il 14 agosto 1947, indossando uno sherwani.

Dopo l'indipendenza del Pakistan, Mohammad Ali Jinnah indossò frequentemente lo sherwani. Seguendolo il suo esempio, la maggior parte dei funzionari di governo in Pakistan, come il presidente e il primo ministro, iniziarono ad indossare lo sherwani formale nero sopra lo shalwar qameez nelle occasioni ufficiali e nelle festività nazionali. Ma, come scrive il dott Tariq Rahman sui funzionari in stile europeo "gli impeccabilmente vestiti ufficiali dell'Asia meridionale, sia civili che militari, non l'hanno mai indossato in pubblico fino al 1970 quando il primo ministro Zulfiqar Ali Bhutto diede rispettabilità a questo abito indossando in pubblico". Comunque, il generale Muhammad Zia-ul-Haq lo rese obbligatorio per tutti nelle occasioni ufficiali e nelle festività nazionali.

## Sri Lanka
In Sri Lanka era generalmente indossato come formale uniforme dai legislatori Mudaliyar e prima dai Tamil, durante il periodo coloniale britannico e anche i diplomatici lo adottarono nelle occasioni formali all'estero.

## Moderni sherwani
Lo sherwani è indossato, per la maggior parte, in India, Bangladesh e Pakistan. Questi indumenti di solito sono dotati di ricami raffinati. Una grossa differenza nell'uso dello sherwani è la scelta dell'indumento sottostante; mentre in India viene preferito il churidar o il dhoti, in Pakistan e nel Bangladesh viene indossato principalmente con il salwar.
Sherwani sono stati disegnati dallo stilista indiano Rohit Bal per gli equipaggi della linea aerea British Airways nei voli da e verso l'India.
Il compositore di colonne sonore A. R. Rahman indossò uno sherwani nero per ricevere il Premio Oscar.
la giornalista, regista e attivista pakistana Sharmeen Obaid-Chinoy si recò in sherwani alla cerimonia degli Oscar 2012 e 2015.